# Rory Delap
Rory John Delap (Sutton Coldfield, 6 de julio de 1976) es un exfutbolista y entrenador irlandés. Es segundo entrenador en el Stoke City desde 2018. Jugaba como centrocampista y su último equipo fue el Burton Albion F. C. de Inglaterra.
En la actualidad ejerce como entrenador asistente de Robbie Keane en el club israelí Maccabi Tel Aviv.
Cobró relevancia a nivel mundial por la potencia y certeza de sus saques de banda. Fue un arma del Stoke City F. C. al momento de buscar el gol.

## Clubes
| Club              | Temporada    | Liga            | Liga     | Liga  | FA Cup   | FA Cup | League Cup | League Cup | Europa   | Europa | Otras competiciones | Otras competiciones | Total    | Total |
| Club              | Temporada    | Categoría       | Partidos | Goles | Partidos | Goles  | Partidos   | Goles      | Partidos | Goles  | Partidos            | Goles               | Partidos | Goles |
| ----------------- | ------------ | --------------- | -------- | ----- | -------- | ------ | ---------- | ---------- | -------- | ------ | ------------------- | ------------------- | -------- | ----- |
| Carlisle United   | 1992–93      | Third Division  | 1        | 0     | 0        | 0      | 0          | 0          | —        | —      | 0                   | 0                   | 1        | 0     |
| Carlisle United   | 1993–94      | Third Division  | 1        | 0     | 0        | 0      | 0          | 0          | —        | —      | 1                   | 0                   | 2        | 0     |
| Carlisle United   | 1994–95      | Third Division  | 3        | 0     | 0        | 0      | 0          | 0          | —        | —      | 0                   | 0                   | 3        | 0     |
| Carlisle United   | 1995–96      | Second Division | 19       | 3     | 0        | 0      | 1          | 0          | —        | —      | 4                   | 0                   | 24       | 3     |
| Carlisle United   | 1996–97      | Third Division  | 32       | 4     | 3        | 0      | 3          | 0          | —        | —      | 7                   | 0                   | 45       | 4     |
| Carlisle United   | 1997–98      | Second Division | 9        | 0     | 0        | 0      | 1          | 0          | —        | —      | 2                   | 0                   | 12       | 0     |
| Carlisle United   | Total        | Total           | 65       | 7     | 3        | 0      | 5          | 0          | 0        | 0      | 14                  | 0                   | 87       | 4     |
| Derby County      | 1997–98      | Premier League  | 13       | 0     | 0        | 0      | 0          | 0          | —        | —      | —                   | —                   | 13       | 0     |
| Derby County      | 1998–99      | Premier League  | 23       | 0     | 1        | 0      | 3          | 1          | —        | —      | —                   | —                   | 27       | 1     |
| Derby County      | 1999-2000    | Premier League  | 34       | 8     | 1        | 0      | 2          | 0          | —        | —      | —                   | —                   | 37       | 8     |
| Derby County      | 2000-2001    | Premier League  | 33       | 3     | 1        | 0      | 2          | 1          | —        | —      | —                   | —                   | 36       | 4     |
| Derby County      | Total        | Total           | 103      | 11    | 3        | 0      | 7          | 2          | 0        | 0      | 0                   | 0                   | 113      | 13    |
| Southampton       | 2001-2002    | Premier League  | 28       | 2     | 0        | 0      | 1          | 0          | —        | —      | —                   | —                   | 29       | 2     |
| Southampton       | 2002-2003    | Premier League  | 24       | 0     | 4        | 0      | 2          | 0          | —        | —      | —                   | —                   | 30       | 0     |
| Southampton       | 2003-04      | Premier League  | 27       | 1     | 0        | 0      | 3          | 0          | 2        | 0      | —                   | —                   | 32       | 1     |
| Southampton       | 2004-05      | Premier League  | 37       | 2     | 4        | 0      | 2          | 0          | —        | —      | —                   | —                   | 43       | 2     |
| Southampton       | 2005–06      | Championship    | 16       | 0     | 0        | 0      | 2          | 0          | —        | —      | —                   | —                   | 18       | 0     |
| Southampton       | Total        | Total           | 132      | 5     | 8        | 0      | 10         | 0          | 2        | 0      | 0                   | 0                   | 152      | 5     |
| Sunderland        | 2005–06      | Premier League  | 6        | 1     | 0        | 0      | 0          | 0          | —        | —      | —                   | —                   | 6        | 1     |
| Sunderland        | 2006–07      | Championship    | 6        | 0     | 0        | 0      | 1          | 0          | —        | —      | —                   | —                   | 7        | 0     |
| Sunderland        | Total        | Total           | 12       | 1     | 0        | 0      | 1          | 0          | 0        | 0      | 0                   | 0                   | 13       | 1     |
| Stoke City        | 2006–07      | Championship    | 2        | 0     | 0        | 0      | 0          | 0          | —        | —      | —                   | —                   | 2        | 0     |
| Stoke City        | 2007–08      | Championship    | 44       | 2     | 1        | 0      | 1          | 0          | —        | —      | —                   | —                   | 46       | 2     |
| Stoke City        | 2008-2009    | Premier League  | 34       | 2     | 1        | 0      | 1          | 0          | —        | —      | —                   | —                   | 36       | 2     |
| Stoke City        | 2009-2010    | Premier League  | 36       | 0     | 5        | 0      | 0          | 0          | —        | —      | —                   | —                   | 41       | 0     |
| Stoke City        | 2010-2011    | Premier League  | 37       | 2     | 6        | 0      | 3          | 0          | —        | —      | —                   | —                   | 46       | 2     |
| Stoke City        | 2011-2012    | Premier League  | 26       | 2     | 3        | 0      | 1          | 0          | 6        | 0      | —                   | —                   | 36       | 2     |
| Stoke City        | 2012-2013    | Premier League  | 1        | 0     | 0        | 0      | 0          | 0          | —        | —      | —                   | —                   | 1        | 0     |
| Stoke City        | Total        | Total           | 180      | 8     | 16       | 0      | 6          | 0          | 6        | 0      | 0                   | 0                   | 208      | 8     |
| Barnsley (cedido) | 2012–13      | Championship    | 6        | 0     | 1        | 0      | 0          | 0          | —        | —      | —                   | —                   | 7        | 0     |
| Burton Albion     | 2013–14      | League Two      | 6        | 1     | 0        | 0      | 1          | 0          | —        | —      | —                   | —                   | 7        | 1     |
| Career total      | Career total | Career total    | 504      | 33    | 31       | 0      | 29         | 2          | 8        | 0      | 14                  | 0                   | 587      | 32    |

## Goles generados

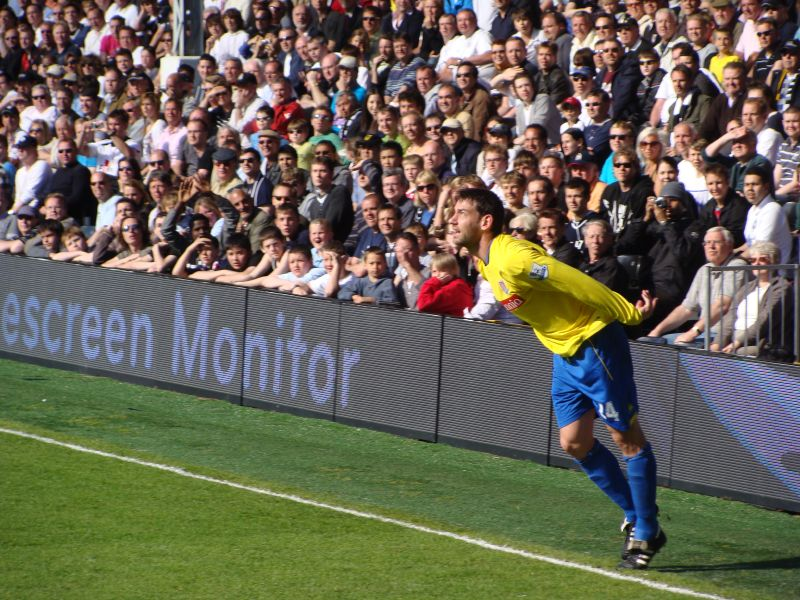
Delap tras un saque lateral en 2009.

Rory Delap fue, de juvenil, un lanzador de jabalina, por lo cual realiza centros-laterales a una velocidad de 60 km/h y hasta 38 metros de alcance.
| #  | Fecha                    | Estadio                    | Rival                   | Resultado | Goleador             | Resultado final | Competición    | Temporada | Reporte |
| -- | ------------------------ | -------------------------- | ----------------------- | --------- | -------------------- | --------------- | -------------- | --------- | ------- |
| 1  | 23 de agosto de 2008     | Britannia Stadium          | Aston Villa             | 3-2       | Sidibe (90')         | 3-2             | Premier League | 2008-09   | [ 3 ]   |
| 2  | 14 de septiembre de 2008 | Britannia Stadium          | Everton                 | 1-2       | Olofinjana (54')     | 2-3             | Premier League | 2008-09   | [ 4 ]   |
| 3  | 14 de septiembre de 2008 | Britannia Stadium          | Everton                 | 2-2       | Jagielka (63' OG)    | 2-3             | Premier League | 2008-09   | [ 4 ]   |
| 4  | 5 de octubre de 2008     | Fratton Park               | Portsmouth              | 1-1       | Fuller (48')         | 2-1             | Premier League | 2008-09   | [ 5 ]   |
| 5  | 30 de octubre de 2008    | Britannia Stadium          | Sunderland              | 1-0       | Fuller (73')         | 1-0             | Premier League | 2008-09   | [ 6 ]   |
| 6  | 1 de noviembre de 2008   | Britannia Stadium          | Arsenal                 | 1-0       | Fuller (11')         | 2-1             | Premier League | 2008-09   | [ 7 ]   |
| 7  | 1 de noviembre de 2008   | Britannia Stadium          | Arsenal                 | 2-0       | Olofinjana (73')     | 2-1             | Premier League | 2008-09   | [ 7 ]   |
| 8  | 4 de marzo de 2009       | Britannia Stadium          | Bolton Wanderers        | 2-0       | Fuller (73')         | 2-0             | Premier League | 2008-09   | [ 8 ]   |
| 9  | 21 de marzo de 2009      | Britannia Stadium          | Middlesbrough           | 1-0       | Shawcross (84')      | 1-0             | Premier League | 2008-09   | [ 9 ]   |
| 10 | 15 de agosto de 2009     | Britannia Stadium          | Burnley                 | 2-0       | Jordan (33' OG)      | 2-0             | Premier League | 2009-10   | [ 10 ]  |
| 11 | 31 de octubre de 2009    | Britannia Stadium          | Wolverhampton Wanderers | 2-0       | Etherington (43')    | 2-2             | Premier League | 2009-10   | [ 11 ]  |
| 12 | 2 de enero de 2010       | Britannia Stadium          | York                    | 1-1       | Parslow (24' OG)     | 3-1             | FA Cup         | 2009-10   | [ 12 ]  |
| 13 | 2 de enero de 2010       | Britannia Stadium          | York                    | 2-1       | Fuller (25')         | 3-1             | FA Cup         | 2009-10   | [ 12 ]  |
| 14 | 24 de enero de 2010      | Britannia Stadium          | Arsenal                 | 1-0       | Fuller (1')          | 3-1             | FA Cup         | 2009-10   | [ 13 ]  |
| 15 | 6 de febrero de 2010     | Britannia Stadium          | Blackburn Rovers        | 2-0       | Sidibe (45')         | 3-0             | Premier League | 2009–10   | [ 14 ]  |
| 16 | 13 de febrero de 2010    | City of Manchester Stadium | Manchester City         | 1-1       | Fuller (57')         | 1-1             | FA Cup         | 2009-10   | [ 15 ]  |
| 17 | 24 de febrero de 2010    | Britannia Stadium          | Manchester City         | 2-1       | Shawcross (95') E.T. | 3-1 (A.E.T.)    | FA Cup         | 2009-10   | [ 16 ]  |
| 18 | 27 de febrero de 2010    | Britannia Stadium          | Arsenal                 | 1-0       | Pugh (8')            | 1-3             | Premier League | 2009–10   | [ 17 ]  |

## Carrera como entrenador
Después de retirarse como futbolista, comenzó a trabajar como entrenador en la academia del condado de Derby. En junio de 2015 fue nombrado entrenador del equipo sub-18 de Derby County. El 10 de febrero de 2016 fue ascendido a entrenador del equipo sub-21.
Regresó a Stoke-on-Trent en junio de 2018 como segundo entrenador del primer equipo de Gary Rowett. Entre el día 1 de noviembre y 8 de noviembre de 2019 tomó el cargo de primer entrenador del Stoke tras el despido de Nathan Jones hasta que el club encontrase nuevo entrenador.